# 切池信夫
切池 信夫（きりいけ のぶお、1946年6月4日 - ）は、日本の医学者、精神科医。大阪市立大学大学院医学研究科名誉教授。専門分野は摂食障害。大阪市出身。

## 来歴
大阪府立生野高等学校17期生。1971年、大阪市立大学医学部卒業。同大学付属病院臨床研究医、北野病院精神科、ネブラスカ州立大学医学部薬理学教室、大阪市立大学教授（神経精神医学教室）を経て、2012年より大阪市立大学名誉教授。専門は心療内科、精神神経科。日本精神科診断学会会長を歴任、日本精神神経学会評議員を務める。厚生労働省の研究班の主任研究者として、摂食障害診療に携わる専門家向けのガイドラインを取りまとめた。1997年、大阪市医学会市長賞を受章した。　

## 主な著書
- やる気と行動が脳を変える（日本評論社）2020年
- 拒食症と過食症の治し方（監修　講談社）2016年
- クリニックで診る摂食障害（医学書院）2015年
- 摂食障害と寄りそって回復をめざす本（監修　日東書院）2014年
- 摂食障害治療ガイドライン（監修、医学書院）2012年
- 摂食障害（監訳、金剛出版）2011年
- 摂食障害の認知行動療法（監訳、医学書院）2010年
- 摂食障害第2版（医学書院）2009年
- 摂食障害（編集、最新医学）2007年
- 薬物依存Q&A（編著、ミネルヴァ書房）2006年
- 拒食症と過食症（監修、講談社）2004年
- 摂食障害　治療のガイドライン（編集　医学書院）2003年
- みんなで学ぶ過食と拒食とダイエット（星和書店）2001年
- 摂食障害（医学書院）2000年